# Ненаситецька стоянка
Ненаситецька стоянка — археологічна пам'ятка пізньої середньокам'яної доби у Надпоріжжі. Знаходиться на лівому березі Дніпра, в гирлі Білаєвої балки, між селами Василівка й Мар'ївка Синельниківського району Дніпропетровської області. Виявлено Олександром Бодянським в 1941 році, в 1953 році обстежена Дмитром Телєгіним. Знахідки зібрані на поверхні третьої тераси Дніпра.

## Інвентар
Зібрана ненаситецька колекція налічує близько 300 крем'яних виробів, не враховуючи сколи. Всі знахідки виготовлені з високоякісного світло-сірого й чорного кольору кременю.
- Нуклеусів та їх уламків 13, що є невеликих розмірів, конічної форми, переважно зі сколюванням платівок по всьому колу.
- Платівок мікролітичних й середніх розмірів 130, у тому числі близько 60 — з ретушшю.
  - Є дві платівки з плоским стесуванням черевців, що нагадують вкладиші кукрецької культури.
- Скребків 120, переважно на сколах, невеликих й дуже малих розмірів. Тільки 12 скребків виготовлені на кінці ножеподібних платівок.
- Різців 20, в тому числі дев'ять на платівках, інші на сколах; переважно це кутові різці, у деяких підправлений ретушшю кінець.
- Мікролітів 23: 17 трапецій (низьких і високих), три сегментоподібних вироби та три трикутника. Всі вони виготовлені з призматичних пластин середніх розмірів за допомогою крутої крайової ретуші.
- Також, у колекції є два вичавника.

## Культурна належність
Подібні матеріали до матеріалів Ненаситецької стоянки у Надпоріжжі виявлені у гирлі Гадючої Балки біля села Федорівка та на інших стоянках Надпоріжжя. Вони виділені у ненаситецьку групу.
Разом з ненаситецькою групою стоянок Надпоріжжя відносять до східного продовження гребениківської культури, що разом з моспинською групою Наддінців'я й Надозів'я відносять до гребениківської культури групи культур азово-чорноморської області середньокам'яної доби. Серед мікролітів ненаситецької й моспинської групи домінують трапеції, що ведуть свої прототипи, очевидно, з мікролітів попередньої осокорівсько-рогалицької культури, на базі яких вони, ймовірно, й склалися. Усі разом вони утворюють своєрідний для середньокам'яної України культурно-генетичний «цикл трапецій», що за складом знахідок відрізняється як від стоянок шан-кобинсько-білоліського «циклу сегментів», а також від інших пізньо-середньокам'яних культур України, зокрема від сусідньої кукрецької культури.